# پارک ملی لوس کاتیوس
پارک ملی لوس کاتیوس (اسپانیایی: Parque Nacional Natural (PNN) Los Katíos‎) یک منطقهٔ محافظت شده در شمال غربی کلمبیا با مساحتی در حدود ۷۲۰ کیلومتر مربع و ارتفاع از سطح دریا بین ۵۰ تا ۶۰۰ متر است. این منطقه بخشی از گسست دارین (ناحیه ای جنگلی بین پاناما و کلمبیا) است. بزرگراه پان-امریکن، پس از بهره‌برداری از نزدیکی لوس کاتیوس عبور خواهد کرد. پارک در سال ۱۹۹۴ به دلیل تنوع فوق‌العاده گونه‌های گیاهی و جانوری جزو میراث جهانی یونسکو اعلام شد. این پارک با مساحتی در حدود ۱ درصد کل مساحت کلمبیا، بیش از ۲۵ درصد گونه‌های پرندگان کلمبیا را در بر می‌گیرد. عارضه‌نگاری این پارک بسیار متنوع بوده و شامل تپه، جنگل و دشت‌های مرطوب می‌شود.